# Экономика Каталонии
Экономика Каталонии традиционно обеспечивает около 19 % ВВП всей Испании, опережая по этому показателю следующий за ней с небольшим отрывом Мадрид. Несмотря на небольшое количество полезных ископаемых, Каталония обладает развитой экономикой и отличается одним из самых высоких индексов социально-экономического развития в Испании. В свою очередь, главным экономическим центром региона является г. Барселона. В пересчёте доходов на душу населения (27 430 € в 2011) Каталония находится на 4-м месте в Испании, после Наварры, страны Басков и Мадрида. При этом, начиная с 2008 года, экономика Каталонии, как и Испании в целом, испытывает большие финансово-экономические трудности, выражающиеся в потере конкурентоспособности, нарастании ипотечного кризиса и бюджетного дефицита, падении ВРП, росте безработицы и снижению уровня жизни населения. Безработица в Каталонии традиционно ниже общеиспaнской, хотя она всё равно очень высока по российским и среднеевропейским меркам. В 2016 разрыв с остальной Испанией составлял в среднем 3,7 % в пользу Каталонии. Внутри Каталонии в свою очередь выделяется экономика Барселоны, имеющей ещё более динамичные рынки труда и недвижимости, чем по провинции в целом.

## История

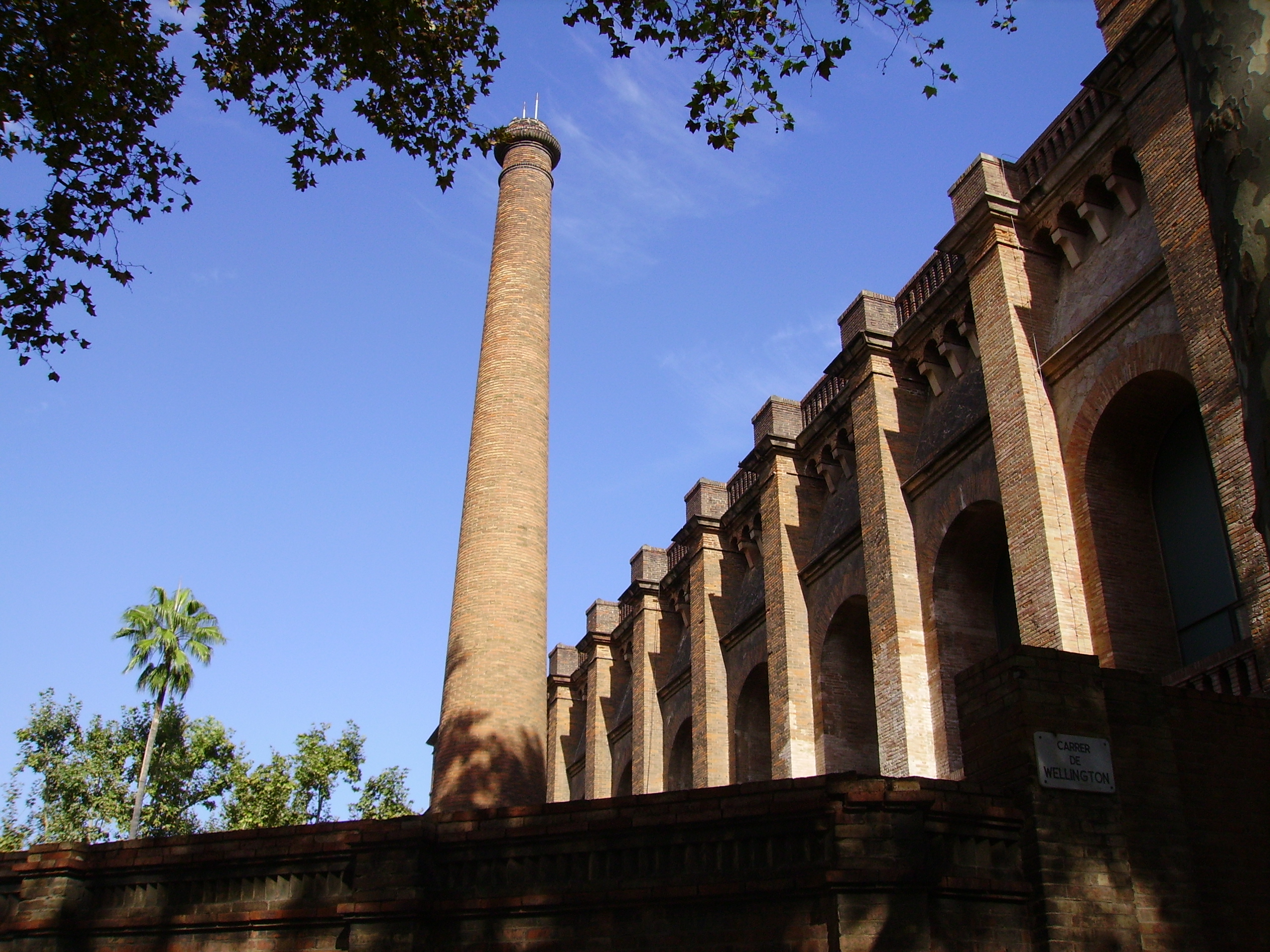
Древнейшая фабрика Ка л’Араньо, Барселона.

Каталония стала первопроходцем испанской индустриализации. Первые фабрики и заводы появились в Барселоне в последней четверти XIX века, работая на оборудовании, импортированном из Великобритании. К 1979 году пром. производство обеспечивало 45 % ВВП Каталонии и трудоустраивало 40 % всей рабочей силы региона. Несмотря на постепенную деиндустриализацию, вклад Каталонии в общеиспанский выпуск пром. продукции остаётся значительным (25 %).

### Динамика вклада ВНП Каталонии в ВВП Испании
В связи с традиционно сложным отношениями между Каталонией и Мадридом статистика вклада Каталонии в ВВП Испании тщательно отслеживается статистическими ведомствами и обсуждается в местных и международных СМИ. К примеру, в 2016 году доля Каталонии в ВВП Испании достигла 19,03 %, что стало максимальным показателем с 2000 года, хотя вклад экономики автономии в ВВП страны и до этого никогда не падал ниже 18,7 %.

## Отрасли экономики

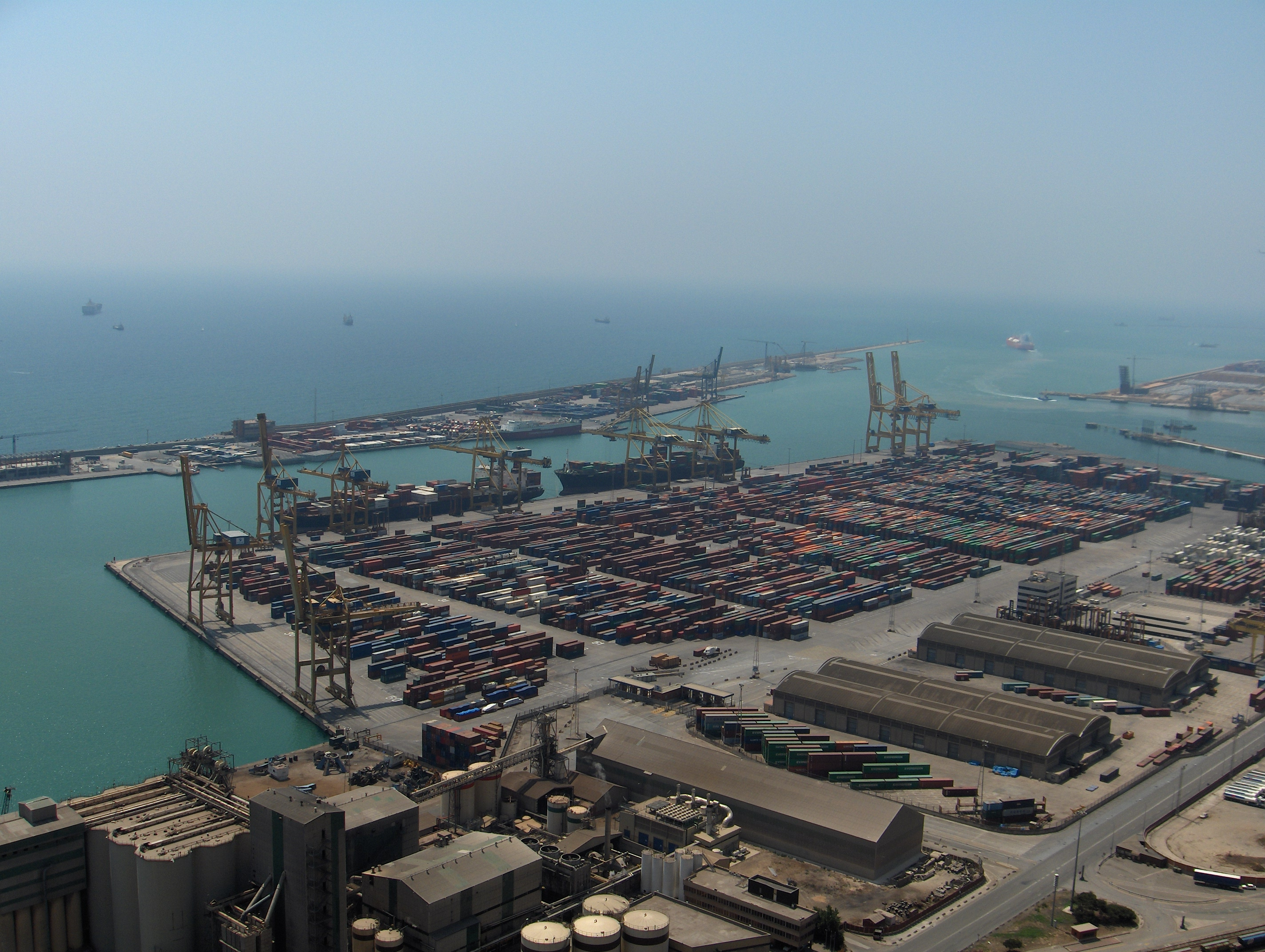
Барселонский порт.

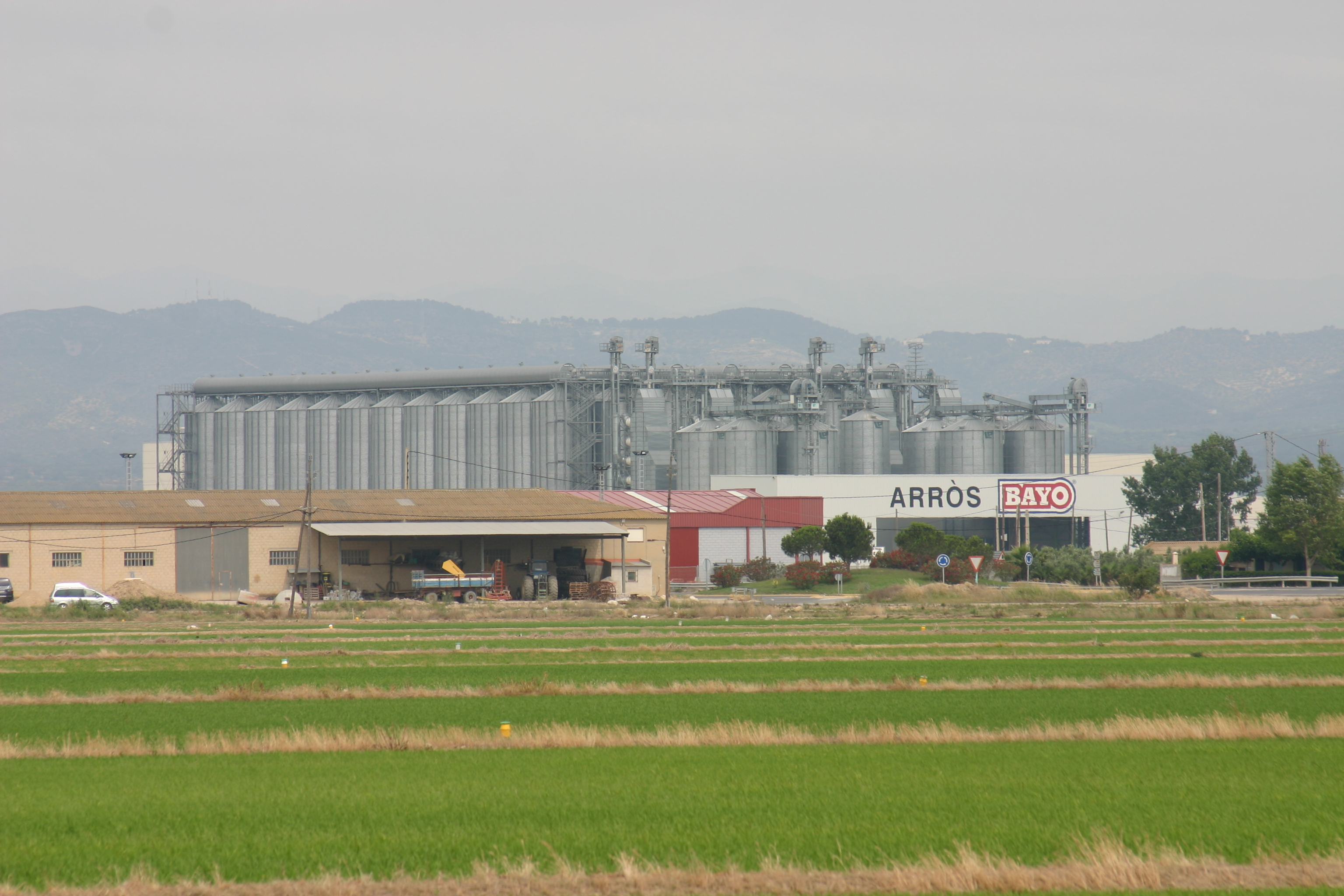
Переработка риса, дельта р. Эбро.

К 2001 году вклад промышленности в ВРП Каталонии опустился до 27,2 %; сельского хозяйства — до 9,7 %; а доля сектора услуг достигла 63,1 %.

### Промышленность
Если рассматривать состав промышленности по отраслям, то можно выделить следующее:
- Производство пластика — 4 %;
- Электроника и машиностроение — по 6 %;
- Фармакология и химическая промышленность — 16 %;
- Текстильное производство — 6 %;
- Бумажная и печатная промышленность — 7 %;
- Металлообработка — 9 %;
- Пищевая — 17 %;
- Транспортное оснащение — 13 %;
- Добывающая промышленность — 8 %;
- Другое — 8 %[источник не указан 1490 дней].

Большинство жителей, занятых в промышленности (перерабатывающая и текстильная, портовое хозяйство), работают в средних и малых семейных предприятиях, где, как правило, трудятся не более 400 человек. В Каталонии зарегистрировано более 500 тыс. предпринимателей, что составляет 19 % от общего количества всех предпринимателей Испании, из них 93,25 % составляют малые предприятия с количеством наемных работников до 9 человек. Во внешней торговле доля Каталонии от всей Испании составляет 26,8 %, причём экспорт высокотехнологичной продукции составляет 34,6 %. Важнейшие торговые партнеры: страны Европейского Сообщества, причём Германия — по экспорту, а Франция — по импорту. Экономический потенциал Каталонии сосредоточен в районе Барселоны. Здесь живёт и работает почти половина всего населения. Торговые ворота Каталонии — порт Барселоны, один из самых больших в Европе, куда одновременно могут зайти 1700 судов.
В сельскохозяйственном секторе особо выделяется виноделие.
Важной отраслью местной экономики является туризм. Курорты на северном побережье Коста-Брава и южном Коста-Дорада являются популярными местами отдыха во всей Европе. Через Барселону проходят маршруты многочисленных средиземноморских круизных лайнеров. Около 5000 гостиниц (из них надо отметить лучшие на побережье Maresme и в самой Барселоне) имеют 250 000 мест, в них каждый год останавливаются 16 миллионов туристов.
В последнее время значительный вклад в экономику вносит инвестиционная привлекательность региона, а именно недвижимость в Испании и, в частности, недвижимость Каталонии. Доступное ипотечное кредитование и относительно низкие цены с каждым годом привлекают иностранных граждан, которые приобретают дома в Испании и, как следствие, платят «хорошие» налоги в казну этого государства.

## Данные бюджетных отношений между Каталонией и Испанией
| Бюджетные соотношения между Каталонией и Испанией в процентах к общенациональному уровню |         |          |
| Год                                                                                      | Bзносы  | Субсидии |
| 2009                                                                                     | 119,2 % | 102,3 %  |
| 2010                                                                                     | 118,5 % | 98,9 %   |

### Экономический контекст движения Каталонии за независимость
Претензии населения Каталонии к властям Испании уходят корнями в XVIII век. Общий упадок Испании и крайне неэффективное управление колониальными владениями привели к образованию больших бюджетных дефицитов и огромному внешнему долгу. Между 1702 и 1718 годами, с целью решить проблему дефицита, Мадрид поднял налоги взимаемые с относительно зажиточных арагонских земель в 4 раза.
Финансовый кризис в Испании обострил отношения между центральным правительством, которое начало проводить политику строгой экономии, и автономными регионами страны, бюджеты которых демонстрировали хронические дефициты. При этом отношения между Мадридом и Барселоной стали особенно напряжёнными после того, как работники Департамента Экономики Каталонии подсчитали, что Каталония как субъект королевства подвергается бюджетной дискриминации. Так, в 2010 году каталонцы внесли в бюджет Испании налогов на суммы в размере 118,5 % к общенациональному уровню, но при этом получили субсидий на суммы, которая составляла 98,9 % от среднего по стране уровня. В результате, согласно данным соцопросов, впервые за всю историю автономии число сторонников независимости Каталонии от Испании превысило планку в 50 % от всего электората.
Помимо субсидиарно-налогового дисбаланса, Каталония также в известной степени испытывает на себе негативные последствия от того, что её экономический потенциал не соответствует политическому весу внутри Испании: производя 19 % и выше ВВП страны, Каталония посылает лишь строго фиксированные 13,4 % депутатов (47 из 350) в Палату представителей (Конгресс) Испании и, соответственно, не может инициировать практически никакие реформы, которые пошли бы на благо автономии.

## Экономические районы Каталонии
- Столичный район

Регионы Каталонии (1995). Столичный район
Пиренеи и Аран
Регион Таррагоны
Центральная комарка
Комарка Жироны
Понент
Земли по Эбре